# ガイウス・ソシウス
ガイウス・ソシウス（ラテン語: Gaius Sosius）はプレプス（平民）出身の共和政ローマの政務官。紀元前32年に執政官（コンスル）を務めた。ソシウス氏族では、彼の前に紀元前49年の同名のプラエトルが知られる。

## 経歴
紀元前44年3月15日にカエサルが暗殺されると、ソシウスはアントニウス派に加わり、紀元前39年ごろに財務官（クァエストル）を務めている。紀元前38年には解任されたプブリウス・ウェンティディウス・バッススに代わってシリア属州及びキリキア属州の総督に任じられた。ソシウスはアントニウスからエルサレムを占拠するアンティゴノスと戦うヘロデ大王を支援するよう命令された。紀元前37年、ヘロデと共にエルサレムに進軍し、ここを占領した。ソシウスはヘロデを王位につかせヘロデ朝が成立した。この勝利を讃えて、ソシウスはローマに戻った紀元前34年に凱旋式を実施している。
紀元前32年には執政官に就任、同僚執政官はグナエウス・ドミティウス・アヘノバルブスであった。アウグストゥスとアントニウスの間に内戦が勃発すると、ソシウスはアントニウウスを支持し、元老院ではオクタウィアヌスを激しく非難した。結局ソシウスは東方へ逃れることとなる。紀元前31年、アクティウムの海戦に先立ちアントニウス艦隊を指揮、緒戦でルキウス・タリウス・ルフス（en）の艦隊に勝利するが（カッシウス・ディオ50.14による）。しかしマルクス・ウィプサニウス・アグリッパの援軍が現れて戦いに加わり、キリキア王タルコンディモトゥス I世（en）は戦死、ソシウスも戦場を脱出せざるを得なくなった。カッシウス・ディオはソシウスも戦死したとする。しかしその後に行われたアクティウムの海戦ではアントニウス艦隊の左翼を指揮したことが分かっている。海戦での敗北後、ソシウスは脱出したものの結局は捕らえられ、オクタウィアヌスの面前に引き出された。しかしルキウス・アッルンティウス（en）の取り成しにより助命されている。ローマに戻ったソシウスは、紀元前34年から行っていたアポロ・ソシアヌス神殿（en）の修復作業を完了させ、オクタウィアヌスに捧げた。
ソシウスは紀元前17年にアウグストゥスが復活させた競技会の15人委員会の一員であったことが碑CIL 6.32323 = ILS 5050で確認できる。またアラ・パキス（平和の女神パクスの祭壇）にも、15人委員（en）として記録されている。

## 子孫
ソシウスに息子がいたかは不明であるが、娘は二人いた。しかし、ソシウスの氏族名（ノーメン）は2世紀初頭の執政官クィントゥス・ソシウス・セネキオ（en）、3世紀後半の聖人である聖ソシウス（en ）に現れる。

## 参考資料
- アッピアノス『ローマ史』5. C. v. 73;
- キケロad Ait. viii. 6, ix. 1;
- カッシウス・ディオ『ローマ史』xlix. 22, xlix. 41, I. 2, 14, li. 2, Ivi. 38;
- フラウィウス・ヨセフスAnt. xiv. 15, 16, B. J. i. 17—18;
- プルタルコス『対比列伝：アントニウス』 34;
- ガイウス・スエトニウス・トランクィッルス『皇帝伝|アウグストゥス』17;
- タキトゥス『同時代史』v. 9;
- ウェッレイウス・パテルクルス『ローマ世界の歴史』ii. 85, 86.
- Martha Hoffman Lewis, The Official Priests of Rome under the Julio-Claudians. A Study of the Nobility from 44 B.C. to 68 A.D., Rome 1955.
- T. R. S. Broughton (1952). The Magistrates of the Roman Republic Vol.2. American Philological Association